# 宣德省

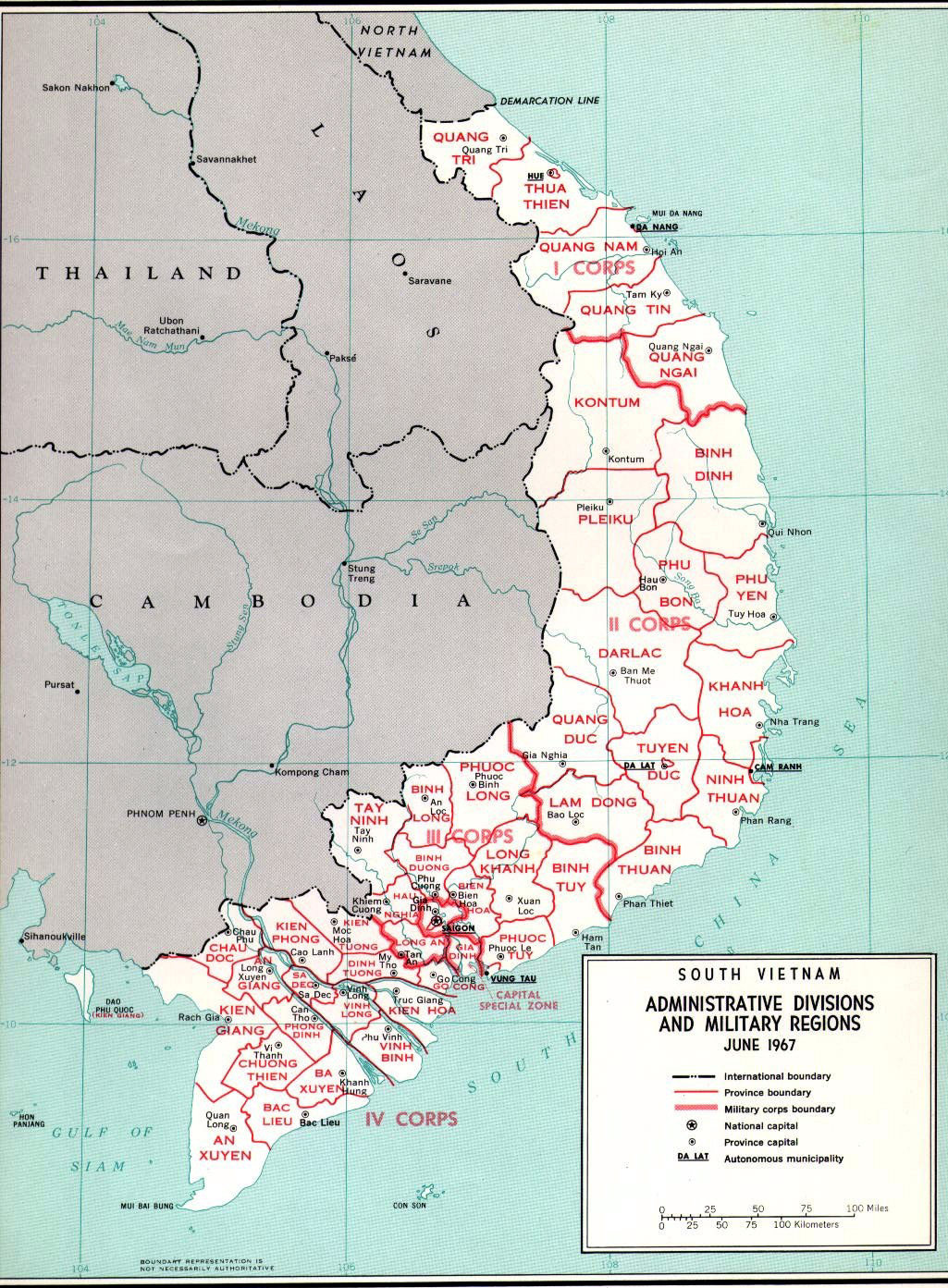
1967年的地图显示了越南共和国宣德省的省界

宣德省（越南语：／）是越南曾经设立的一个省。该省海拔1000米，北与多乐省接壤，东与庆和省、宁顺省接壤，南与平顺省、林同省接壤，西与广德省接壤。
1976年2月，越南南方共和国临时革命政府将宣德省并入林同省。

## 行政區劃
1970年，宣德省下轄3郡。
- 單陽郡
- 德重郡
- 樂陽郡